# Cosmocampus brachycephalus
Cosmocampus brachycephalus és una espècie de peix de la família dels singnàtids i de l'ordre dels singnatiformes.

## Morfologia
- Els mascles poden assolir 10 cm de longitud total.[1][2]

## Reproducció
És ovovivípar i el mascle transporta els ous en una bossa ventral, la qual es troba a sota de la cua.

## Depredadors
A Cuba és depredat per Carangoides ruber.

## Hàbitat
És un peix marí de clima tropical.

## Distribució geogràfica
Es troba des del sud de Florida (Estats Units) i les Bahames fins al nord de Sud-amèrica.